# Вольф, Макс (гимнаст)
Макс Вольф (англ. Max Wolf) — американский гимнаст и легкоатлет, серебряный призёр летних Олимпийских игр 1904 года.
На Играх 1904 года в Сент-Луисе в гимнастике Вольф участвовал в трёх дисциплинах. Он стал вторым в командном первенстве и выиграл серебряную медаль. Также он занял 34-ю позицию в личном первенстве и 65-ю в первенстве на 9 снарядах.
В лёгкой атлетике Вольф соревновался только в троеборье, в котором он занял 63-е место.